# Церкви Христа

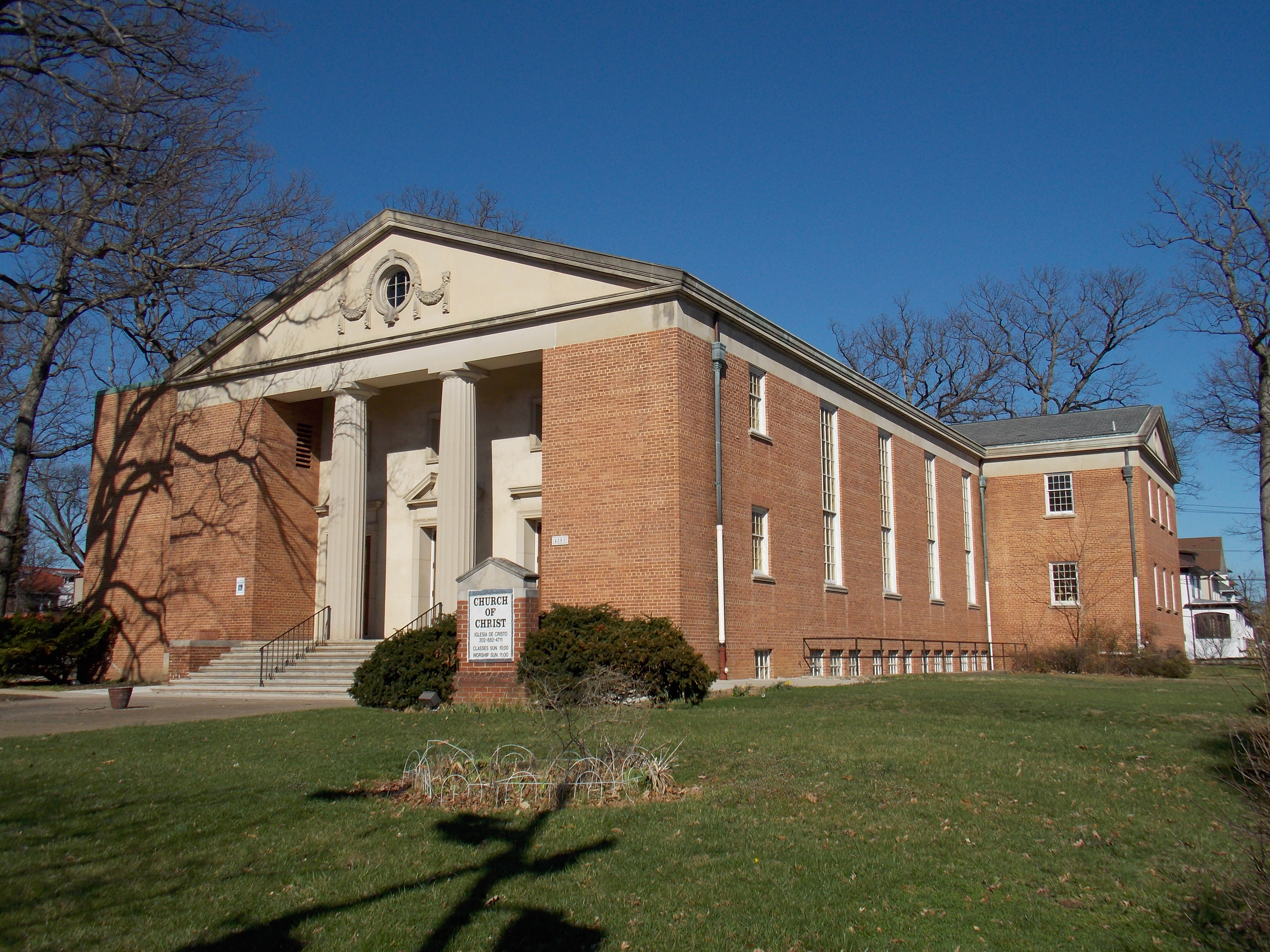
Церква Христа у Вашингтоні

Церкви Христа (англ. Churches of Christ) — це автономні християнські конгрегації (громади), що поєднані спільним віровченням і практикою. Вони поширені переважно у США і є однією з кількох гілок, що виникли під час американського реставраційного руху (Друге велике пробудження). Вони стверджують, що їхнє віровчення і практика ґрунтуються безпосередньо на Біблії, і вважають себе ідейними та практичними нащадками ранньохристиянської церкви, описаної у Новому Заповіті.
Реставраційний рух, у свою чергу, був спробою повернутися до первісного вчення та практики Нового Заповіту. Американський реставраційний рух пов’язаний з іншими реставраційними та євангелічними рухами і виник у США у XIX столітті. Прихильники цього руху не вважали, що створюють нову організацію, а прагнули «воз’єднати усіх християн в одне тіло за типом ранньої церкви Нового Заповіту». Вони використовували назви «Церква Христа», «Християнська Церква» та «Учні Христа», бо надавали перевагу узагальнюючим і об’єднуючим біблійним виразам, а не термінам, які наголошують на відмінностях.
До релігійного перепису 1906 року у США усі реставраційні конгрегації вважалися однією деномінацією. Та з розвитком руху виникла незгода між тими, хто робив акцент на об’єднанні якомога більшої кількості християн, і тими, хто робив акцент на реставрації ранньої церкви. Відповідно, виникли розбіжності і в інтерпретації Біблії. Церкви Христа вважали неможливим здійснювати у церквах служіння, які не згадуються у Новому Заповіті, тоді як Християнська церква (Учні Христа) дозволяла всі практики, які безпосередньо не заборонені у Новому Заповіті. У переписі 1906 року гілки вже зазначалися окремо.
Реставраційних рух розвивався також і в інших регіонах ще з XVIII століття (Велика Британія), тож наразі Церкви Христа помітно представлені і за межами США.

## Загальний огляд
«Члени церков Христа не вважають себе новою церквою, яка заснувалася на початку XIX століття. Увесь рух створювався для відтворення у сучасності тієї церкви, що була заснована у день П’ятидесятниці 33 року після Р.Х. Сила цього заклику полягає у відновленні (restoration) первинної церкви Христа»— Батселл Барретт Бакстер
Сучасні Церкви Христа мають своє історичне коріння у реставраційному русі (Друге велике пробудження у США), який об’єднав християн із різних протестантських деномінацій задля пошуку повернення до первинного нерозділеного (доденомінаційного) християнства. Учасники цього руху прагнули базувати свою доктрину і практику виключно на Біблії, тож не визнавали важливими традиційні християнські собори та церковну ієрархію, які стали визначати християнство після першого століття після Р.Х. Члени Церков Христа вважають, що Ісус заснував лише одну церкву, тож усі сучасні поділи між християнами не виражають волю Бога. Єдиною ж основою для відновлення церкви Нового Заповіту є Біблія. Вони визначають себе просто як «християни» і не використовують інші форми деномінаційної ідентифікації (зокрема, не вважають себе протестантами). Вони вірять, що займаються відтворенням новозавітної церкви, заснованої Христом. На багатьох їхніх храмах міститься напис «Церкву засновано у Єрусалимі 33 року після Р.Х.».
Церкви Христа загалом мають наступні теологічні погляди і практики:
- Автономна конгрегаційна (общинна) церковна організація без контролю ззовні конгрегації[11];
- Відмова мати будь-які формальні символи віри чи доктринальні документи, окрім Біблії, як єдиного джерела доктрини і практики[12];
- Місцеве врядування у конгрегації кількома старійшинами-чоловіками[13];
- Хрещення через повне занурення лише для свідомо віруючих[14];
- Щотижнева Вечеря Господня у неділю; у британських конгрегаціях поширений також термін «переломлювання хліба», а в американських — «причастя»; зазвичай пропонується «відкрите причастя», доступне для всіх охочих (вони повинні самі визначати, чи готові)[15];
- Нормативним є спів а капелла, що виходить із новозавітних текстів, які говорять про богослужбовий спів, але не згадують жодних музичних інструментів (Еф. 5:19), а також із практики ранньої церкви, де впродовж перших століть був лише акапельний спів[16].

Упродовж усієї своєї історії Церкви Христа вважали Новий Заповіт єдиною нормою у питаннях віри і практики, у визначенні доктрини і церковної організації (Кол. 2:14). Старий Заповіт вони вважають богонатхненним й історично доцільним, але не вважають, що його норми стосуються тих, хто прийняв Новий Заповіт у Христі (крім тих норм, які повторюються у тексті Нового Заповіту) (Євр. 8:7-13). Вони вірять, що Новий Заповіт демонструє як людина може стати християнином (і таким чином долучитися до універсальної Церкви Христа), а також як має бути організована церква для виконання своїх біблійних цілей.

## Демографія
Церкви Христа налічують понад 2 мільйони членів у понад 40 000 конгрегацій по всьому світу, а за іншими даними понад 3 мільйони.
У США знаходиться близько 13 000 конгрегацій. Загальна кількість членів у США була близько 1,8 мільйона у 1990 та 1,9 мільйони у 2008, а кількість членів серед дорослого населення США варіюється від 0,8% до 1,5%. Близько 1 240 конгрегацій із 172 000 членів є переважно афроамериканськими, 240 конгрегацій із 10 000 членів є іспаномовними. Середній розмір конгрегації близько 100 членів, але найбільші конгрегації мають понад 1000 членів. У 2000 році Церкви Христа були 12-ми з-поміж найбільших релігійних груп у США за чисельністю, але 4-ми за кількістю конгрегацій. Чисельність церкви зростала на 2% щороку впродовж періоду з 1980 до 2007. Відсоток розлучень складає 6,9%, що значно нижче за середні показники.

## Назва

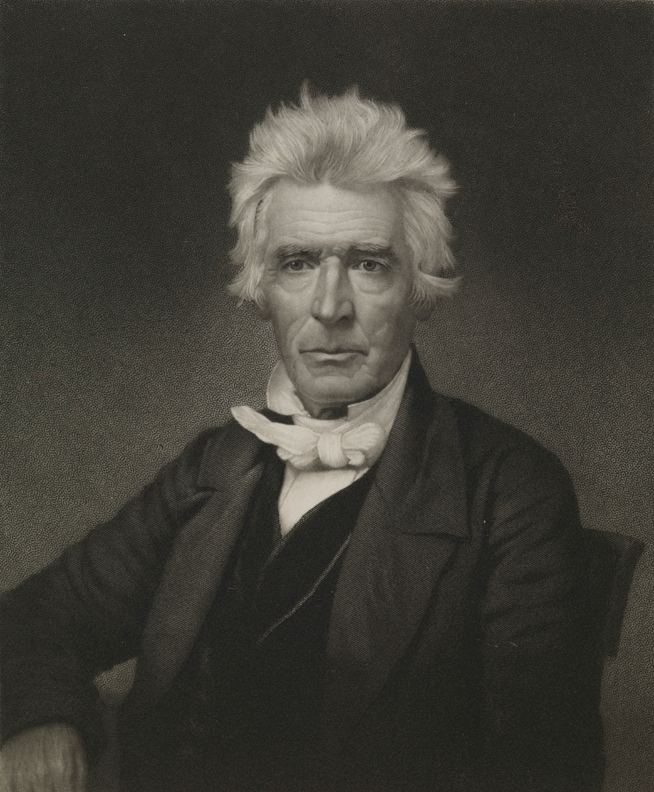
Александр Кемпбелл

«Церква Христа» — це найпоширеніша назва, яка використовується цієї групою християн. Більш рання традиція полягає у позначенні конгрегацій просто як «церква» у певному місці, без жодних інших описів чи уточнень. Первісна мотивація обрання такого імені — використання для назви імені з Нового Заповіту. Послідовники також іноді називаються «кемпбелітами», оскільки загалом слідують вченню Александра Кемпбелла, по аналогії з лютеранами і кальвіністами, одначе таку назву самі члени церкви часто вважають образливою.

## Устрій

### Автономія конгрегацій і лідерство
Церковний устрій є конгрегаційний, а не деномінаційний. Тобто Церкви Христа не мають центрального управління, рад чи іншої організаційної структури вище рівня місцевої церкви. Вони складають мережу, де кожна конгрегація бере участь у різноманітній співпраці з іншими на власний розсуд (зокрема, і у вигляді фінансової підтримки, т.зв. «спонсорська церква»). Церкви Христа пов’язані своєю відданістю принципам реставраційного руху. Конгрегації, котрі не співпрацюють з іншими і відмовляються брати участь у фінансуванні чи підтримці спільних проектів (місіонерських, сиротинців, біблійних коледжів тощо), називаються «неінстутиційними».
За конгрегаціями зазвичай наглядає кілька старійшин, яким іноді допомагають в управлінні диякони. Старійшини зазвичай є відповідальними за духовний стан конгрегації, а диякони займаються матеріальними потребами церкви. Диякони діють під наглядом старійшин і часто прямо призначаються на певне служіння. Успішне служіння часто є шляхом до того, аби стати старійшиною. Старійшини та диякони обираються конгрегацією відповідно до 1 Тим. 3 та Тит. 1, тобто це повинні бути чоловіки (жінки-старійшини і служительки не визнаються). Конгрегації обирають старійшинами тих, хто має достатньо зріле розуміння Святого Письма, щоби вони могли наглядати за служіннями і навчати, а також були здатні виконувати управлінські функції. Якщо у конгрегації немає чоловіків, що відповідають потрібним вимогам, то нагляд над конгрегацією здійснюють просто всі чоловіки конгрегації.
У ранньому реставраційному русі була поширена традиція мандрівних проповідників, але впродовж XX століття у Церквах Христа нормою стали конгрегаційні служителі (minister). Служителі мають діяти під наглядом старійшин. Вони і самі можуть бути старійшинами, але це не обов’язково. Хоча тривала робота служителя призводить до його авторитету і, як наслідок, може викликати конфлікт між служителем і старійшинами. Втім, найвищий авторитет все ж надається старійшинам. Також є невелика група церков, які визнають лише мандрівних проповідників.
Церкви Христа дотримуються концепції всезагального священства. Для проповідників і служителів не використовуються жодні особливі титули, які би виділяли їх як кліриків. Багато служителів мають релігійну освіту або проходять спеціальне навчання для проповіді. Церкви Христа підкреслюють, що немає поділу на кліриків і мирян, і що кожен член громади має свій дар і має грати свою роль у роботі церкви.

### Варіації всередині Церков Христа
Хоча за доктриною Церкви Христа загалом досить цілісні, однак існують деякі помітні варіації всередині цієї спільноти. Спроба відтворення новозавітної церкви фокусується на способі організації церкви, на формах богослужіння або ж на тому, як церква має функціонувати. Через це всередині Церков Христа виникало багато розбіжностей внаслідок «методологічних» диспутів, які дуже важливі для учасників, оскільки їхня основна і найсерйозніша мета — це точне «відтворення форми та структури первісної церкви».
Три чверті конгрегацій і 87% вірян описуються в «Енциклопедії руху Стоуна-Кемпбелла» як «мейнстрім», тобто основне русло спільноти, яке має спільний консенсус стосовно практики та теології. Відмітною характеристикою більшості Церков Христа є конгрегаційні акапельні співи псалмів (іноді з використанням камертона-труби) під диригуванням музичного лідера. Деякі конгрегації під час формальних щотижневих зібрань також допускають плескання в долоні і використання музичних інструментів.
Решту конгрегацій можна згрупувати у чотири не дуже чисельні категорії, які загалом відрізняються від «мейнстрімних» у певних практиках (але майже ніколи не відрізняються у теологічних поглядах).
Найбільша з цих чотирьох категорій — це неінституційні церкви Христа. Ця група відзначається тим, що виступає проти будь-яких інституційних об’єднань, що вищі за конгрегацію (громаду). Тобто проти притулків для сиріт чи біблійних коледжів. Також неінституційні конгрегації виступають проти використання приміщень церков для нецерковних активностей (таких як святкові обіди чи рекреації), проти створення «братств», концертних холів, гімназій та подібних структур. В усіх цих випадках протест ґрунтується на тому, що підтримка інституцій та позацерковних активностей не є справжньою функцією місцевої конгрегації. До цієї категорії у 2004 році зараховували 2 055 конгрегацій.
Інші три групи, чисельність конгрегацій у яких суттєво нижча навіть за неінституційні Церкви Христа, також виступають проти будь-яких організацій, вищих за рівень конгрегації, але відрізняються ще й за іншими практиками і віруваннями. Ці три групи нерідко пересікаються, але загалом вони мають ще більш консервативні погляди, ніж навіть неінституційні конгрегації.
1. Перша група виступає проти окремих недільних шкіл для дітей, або розділень вірних на статтю (такі конгрегації зустрічаються лише як одне цілісне зібрання у своєму регіоні). Сюди належить близько 1100 конгрегацій. Ця група зазвичай пересікається з групою «єдиної чаші» і може пересікатися з групою «взаємних настанов», які описані нижче.
2. Друга група виступає проти використанні різних чаш для причастя (використовується термін «єдина чаша»). До цієї групи належить близько 550 конгрегацій, і вони всередині можуть ще більше поділятися у своєму ставленні до того, як має готуватися і проводитися причастя.
3. Остання й найменша група наголошує на взаємних настановах серед лідерів церкви і виступає проти того, щоб одна людина очолювала богослужіння. Для позначення групи використовується термін «взаємні настанови». До групи належить близько 130 конгрегацій.

### Джерела віровчення

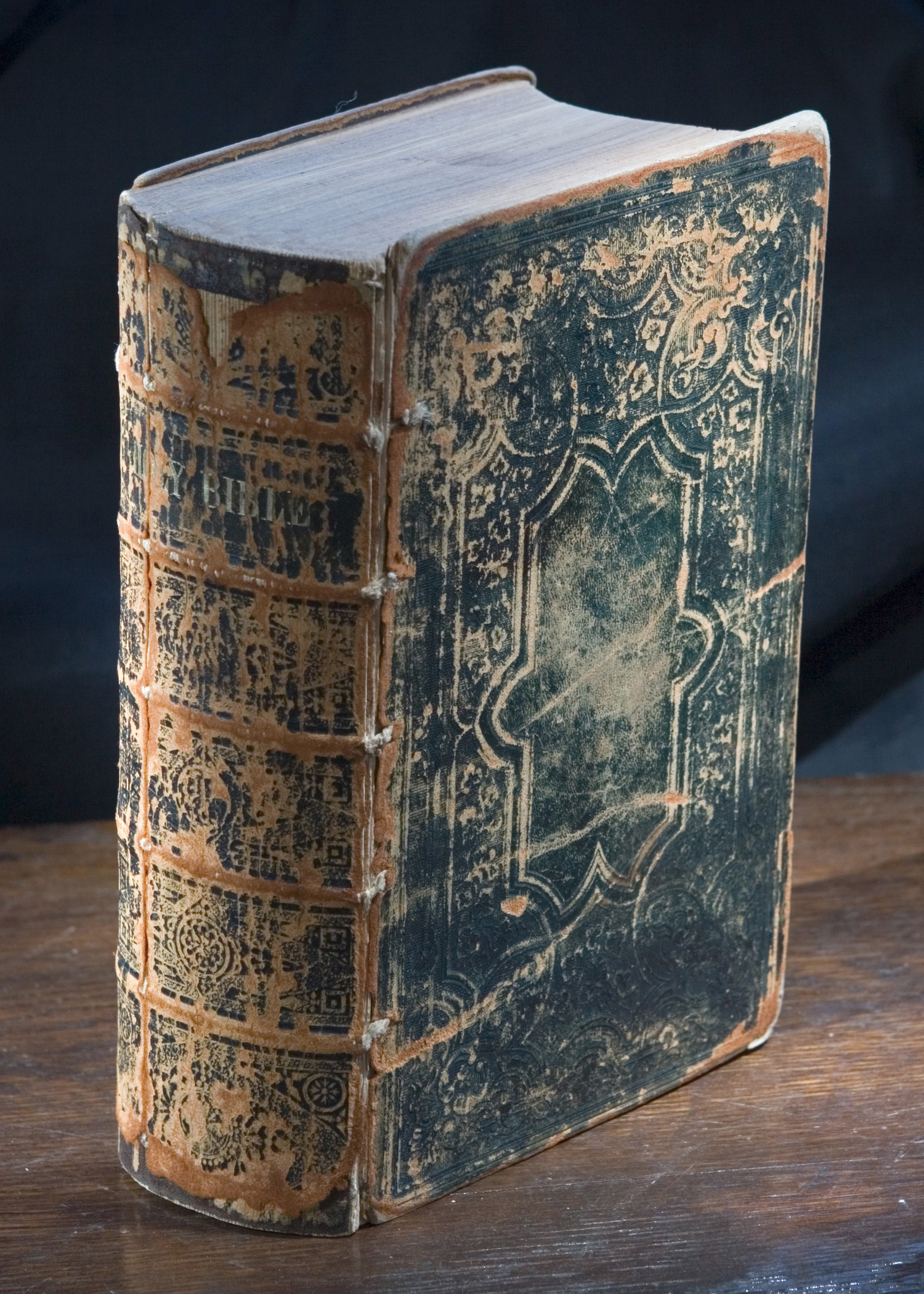
Біблія 1859 року.

### Хрещення

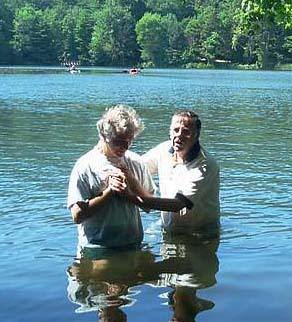
Хрещення через занурення

### Есхатологія

Різні погляди на есхатологію у християн.

### Ранній реставраційний рух

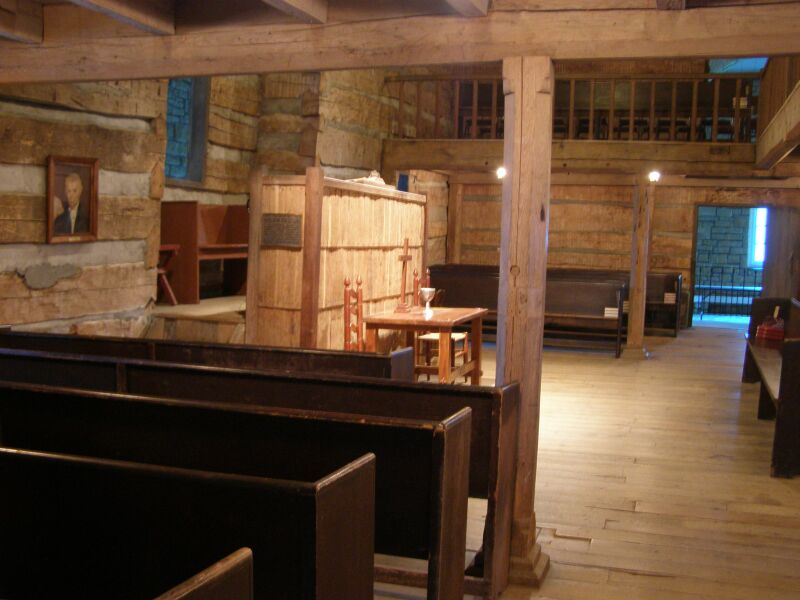
Місце зібрання, де відбулося об’єднання Церков Христа і Християнських церков

### Розділення Церков Христа та Християнської церкви

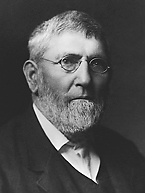
Девід Ліпскомб

### Відділення Міжнародних Церков Христа

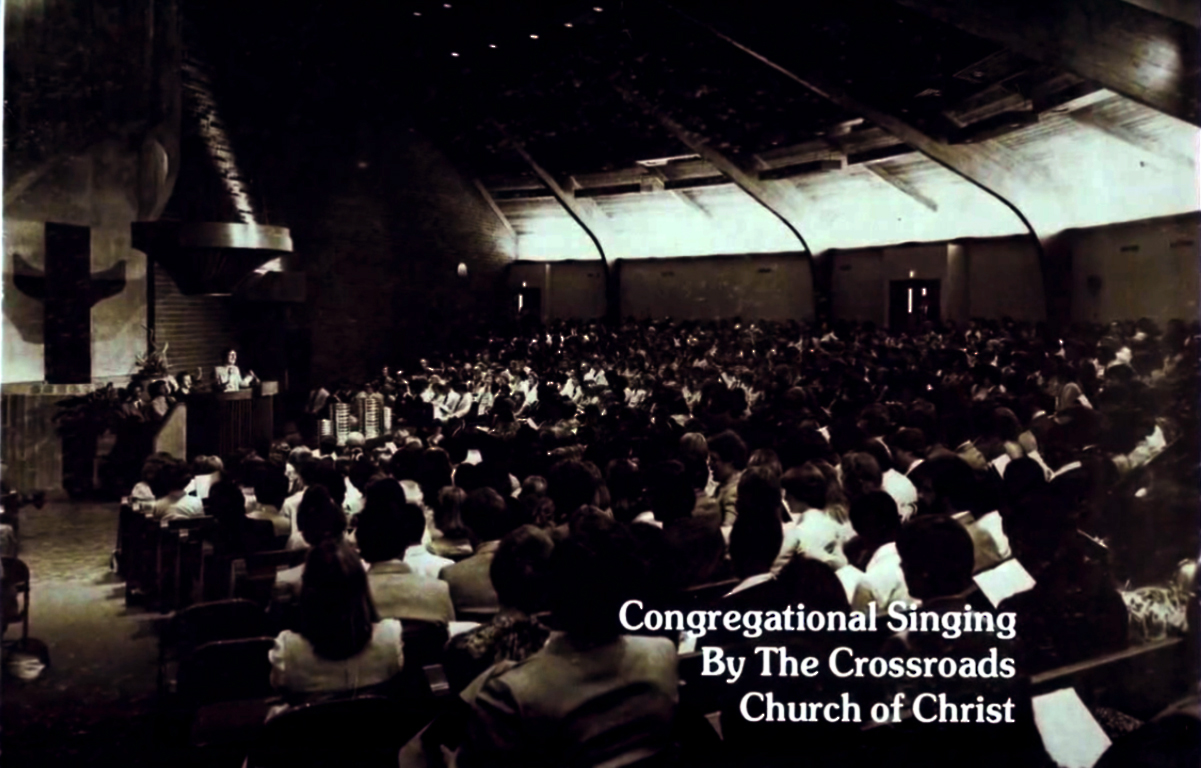
Служіння у Кросроадській церкві Христа

## Вірування